# Gagaús
El gagaús és una llengua turquesa parlada per unes 200.000 persones (gagaüsos) a Moldàvia (on s'ha creat la república autònoma de Gagaúsia), a Bulgària i a Romania principalment. La llengua gagaüsa o gagavuz pertany al grup meridional (oguz) de les parles turques, i és propera al turc osmanlí, a l'àzeri i al turcman, però amb nombrosos préstecs eslaus i romanesos.
És considerada per alguns experts un dialecte del turc. Tanmateix, té nombroses característiques fonètiques, la totalitat de la sintaxi i la fraseologia, així com bona part de la morfologia i del lèxic, que la fan ben diferenciada:
- Iotització de les vocals altes i mitjanes a principi de paraula.
- Palatalització llarga de les consonants inicials.
- Ordre de la frase lliure.
- Presència de vocals llargues secundàries.
- Diftongació.
- Aparició dels sufixos del gènere –ka, -yka.
- Sintaxi fortament eslavitzada.
- Lèxic amb elements grecs, romanesos i eslaus.
- Afluixament de les consonants davant les vocals anteriors.
- Utilitza l'alfabet turc més les lletres ä, ö i ÿ. Antigament havia utilitzat l'alfabet grec.

El gagaús és una llengua derivada del turc gagaús balcànic. La lingüística balcànica va ser la primera a veure les conseqüències del contacte lingüístic com a normals en lloc de corruptes. El terme "llengua gagaüsa" i la identificació de la llengua pròpia com a "gagaús" es van establir simultàniament o fins i tot després de la creació de l'autoconsciència nacional.
Al voltant de 150.000 gagaüsos residien a Moldàvia el 1986, on vivien dins dels termes de Comrat, Çadır i Valkaneş. Juntament amb la majoria de gagaüsos que viuen a Moldàvia, hi ha altres quatre poblacions de Bulgària on resideixen gagaüsos. Els seus parlants majoritàriament pertanyen a l'Església ortodoxa russa.

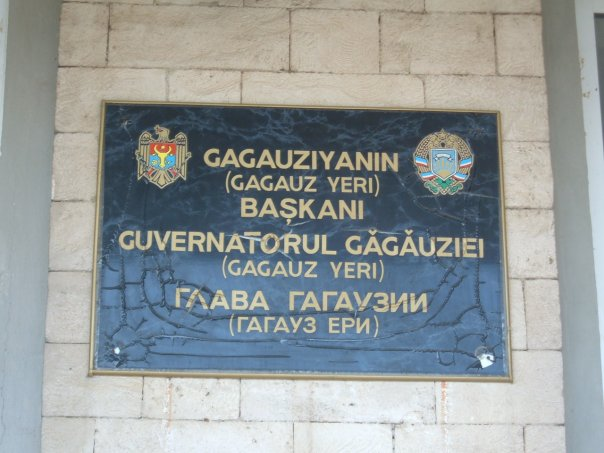
Placa commemorativa escrita en llengua gagauz

## Escriptura
El 1895, Mihail Çakir creà una ortografia per al gagaús basada en l'alfabet ciríl·lic. També es va utilitzar l'alfabet grec o el llatí a l'estil dels romanesos. Entre 1932 i 1957 s'utilitzà sobretot aquest últim. El 1957 s'adoptà una norma ortogràfica basada en l'alfabet ciríl·lic, cosa que permeté que la llengua entrés en el currículum el 1959. Però el 1996 l'abandonaren per a adoptar l'alfabet llatí com els turcs osmanlins.

## Dialectes
El gagaús es divideix en dos dialectes:
- El del centre o bulbar, al voltant de Comrat i Çadır.
- El del sud o marítim, al voltant de Valkaneş.

## Exemple
Exemple de gagaús amb traducció al català:
Yazı 1 – Insannar hepsi duuêrlar serbest hem birtakım kendi kıymetindä hem haklarında. Onnara verilmiş akıl hem üz da läazım biri-birinä davransınnar kardaslık ruhuna uygun.
Article 1 – Tots els éssers humans neixen lliures i iguals en dignitat i en drets. Són dotats de raó i de consciència, i han de comportar-se fraternalment els uns amb els altres.